# Tita Nzebi
Huguette Leckat, plus connue sous le nom de Tita Nzebi, est une chanteuse, compositrice, interprète et autrice gabonaise née à Mbigou dans le sud du Gabon. Sa musique fusionne les rythmes traditionnels africains et les sonorités contemporaines. Elle chante en langue Nzebi, une langue d'Afrique centrale,.

## Biographie
Tita Nzebi commence son parcours musical en 1998 en rejoignant le groupe Ngumi, où elle travaille sous la direction de Sam Mapindi Tsoumbou pour affiner sa technique vocale. La même année, elle part pour la France pour ses études. En 2006, elle décide de lancer sa carrière musicale à Paris et commence à se produire dans divers lieux.
En 2008, Tita Nzebi sort Mbiss Miti, un maxi, qui explore les thèmes sociaux et culturels du Gabon, en fusionnant les rythmes traditionnels africains avec des influences modernes.
En 2011, elle publie son premier album, Metiani, qui aborde des thèmes personnels et sociaux.
Tita Nzebi se produit le 21 janvier 2017 au Café de la Danse, à Paris, dans le cadre du spectacle Une Aurore se lève, aux côtés de Jann Halexander, Jearian, François N'Gwa, pour le respect de la démocratie au Gabon. Elle retrouve la scène du Café de la Danse Le 3 février 2018, avec le spectacle 'Clair de Lune', en tant que tête d'affiche.
En février et mars 2019, une tournée en Inde inspire l’artiste pour un deuxième album, From Kolkata, sorti en avril 2019 et joué sur scène le 6 avril 2019 de nouveau au Café de la Danse. Cet album, influencé par ses expériences en Inde, traite de thèmes comme la famille, la dignité humaine et la situation politique au Gabon.
En 2019, Tita Nzebi publie Mè, je suis, un livre dans lequel elle partage ses réflexions personnelles et son parcours artistique. La chanteuse se produit en Allemagne, Belgique et au Canada. Elle chante au 360 Paris Music Factory, à Paris, le 30 septembre 2023, peu après la chute du régime d'Ali Bongo dans son pays natal.

## Discographie

### Mbiss Miti(2008)
"Mbiss Miti" est un maxi de Tita Nzebi, sorti en 2008. L’œuvre explore les racines africaines de l'artiste, mêlant des rythmes traditionnels avec des influences modernes.

### Metiani(2011)
En 2011, Tita Nzebi sort "Metiani" son premier album.

### From Kolkata(2019)
"From Kolkata", le deuxième album est né de la tournée de Tita Nzebi en Inde en 2017, aborde des thèmes de famille, dignité humaine et politique. L'album, sorti le 26 avril 2019, inclut des collaborations avec des artistes du Bengale comme Titash Sen et Sandip Bag.

### Autres sorties discographiques

#### Mouma Ngue - Songs and Lullabies from Gabon(2021)
"Mouma Ngue - Songs and Lullabies from Gabon" est une collection de comptines et berceuses gabonaises, avec des arrangements musicaux inspirés d’anciennes mélodies de l’Afrique Centrale.

## Publication

### Mè, je suis(2019)
En 2019, Tita Nzebi publie "Mè, je suis", un livre auto biographique dans lequel elle partage ses réflexions personnelles et son parcours : apprentissage de la langue française et implication en terme d'interculturalité, la confrontation entre tradition ancestrale et culture coloniale. Le livre aborde des thèmes qu'elle explore dans ses chansons, avec en toile de fond, l'histoire et la situation politique du Gabon.